# 卓兰芳
卓兰芳（1900年—1930年11月24日），浙江省奉化县松岙村（今宁波市奉化区松岙镇）人，原名卓祥和，字培卿。曾用名李品三、李安德。中国共产党早期领导人。

## 生平
1906年起随父亲在私塾和松溪学堂读书。1911年，就读于慈溪锦堂学校小学部。1914年考入宁波省立第四中学。后为生活所迫，先后在奉化松溪小学、鄞县四都花厅小学、镇海龙山小学、宁波北岸第七小学和毓秀女校任教。1923年，参加宁波青年知识分子的进步团体雪花社。1924年1月，参加中国社会主义青年团。1924年秋，受组织指派到和丰纱厂开展工人运动，创办夜校，并担任进步刊物《火曜》的发行人。1925年五卅运动爆发后，参与组织宁波工人罢工。同年暑期里转为中国共产党党员。1926年1月，中共宁波支联扩大为地委后，任地委委员兼工人运动委员会书记。3月受党指派回到家乡，任松溪小学校长，开展农民运动。5月筹建松岙党支部，任书记。10月，任新成立的中共鄞奉部委书记。11月初，发动农民攻打军阀当局的盐局和税关。1927年1月下旬至2月下旬，赴上海参加党校（党训班）学习。回宁波后任中共宁波地委委员，赴余姚等地指导农运工作。
蒋介石发动四一二政变后，回到奉化布置隐蔽工作，不久赴武汉作为正式代表参加中国共产党第五次全国代表大会（1927年4月至5月）。会后返回杭州，同年8月至1928年3月，任中共浙江省委常务委员、农民部主任，曾赴诸暨、富阳等地指导工作。12月，任重建的中共浙江省委特派员，负责筹备奉化暴动。他组织起一支200多人的农军，不料暴动消息泄露，暴动领导人相继被捕，暴动再次受挫。1928年1月，暴动失败后，被迫离开奉化。3月，在上海出席中共浙江省委扩大会议，3月至5月，任中共浙江省委常务委员，会后任中共浙江省委浙西特派员，负责指导浙西地区党的工作。4月，在兰溪召开中共浙西地区党员代表会议成立中共浙江省浙西特别委员会，兼任特委书记（至1928年5月）。
5月至10月任中共浙江省委书记、常务委员（至1929年1月）。1928年9月，在上海参加党中央召开的浙江问题讨论会，1929年1月，在中共浙江省委扩大会议上被选为省委委员（至同年3月），任省委秘书长；会后坚持在杭州从事秘密活动。3月离杭赴沪。4月，改任党中央巡视员，先后到浙东、浙北、浙西等地巡视。1930年4月初，以中央巡视员身份组织诸暨农民暴动，失败后又奉命于5月间组织建德暴动。8月，任江南省浙北总行动委员会书记，奉命再次筹备武装暴动。10月29日，在杭州被捕。1930年11月24日，在杭州陆军监狱被杀害。后被追认为革命烈士。

## 身后
卓兰芳故居纪念馆，位于浙江省宁波市奉化区松岙镇海沿村。原为卓兰芳烈士故居，1993年，按原貌修复改为卓兰芳烈士故居陈列室。坐落在民居之中，坐西朝东。2003年，改扩建并改为现名，张爱萍题馆名匾额。此外在奉化区松岙镇兰芳新村公园内，有卓兰芳雕像。2003年揭幕，花岗石材质。另外，在浙江省兰溪市中共浙西特委纪念馆、奉化区卓兰芳纪念馆各有卓兰芳塑像。